# Xian de Ding'an
Le xian de Ding'an (定安县 ; pinyin : Dìng'ān Xiàn) est un district administratif de la province chinoise insulaire de Hainan. Il est administré directement par la province.

## Démographie
La population du district était de 304 522 habitants en 1999.